# Эль-Ходна
Эль-Ходна (араб. شط الحضنة‎) — мелкое солёное озеро на севере Алжира. Озеро расположено в пределах бессточного бассейна в горном массиве Ходна, что в восточной части Верхнего Плато гор Телль-Атлас. Эль-Ходна включает в себя сезонные солоноватые озера и болота. Центральная часть озера характеризуется полным отсутствием растительности.
Исследователь Ж. Депуа считает, что Эль-Ходна является не шоттом, а сабхой.

## Экология
Окрестные территории служат местом обитания некоторых исчезающих видов, таких как газель Кювье, утка мраморная и различных видов дроф, а также рыб. Эль-Ходна объявлена охранной территорией согласно Рамсарской конвенции от 2 февраля 2001 г.